# 뉴스직격
《주영진의 뉴스직격》은 SBS 러브FM(수도권 기준 FM 103.5MHz, 부산 105.7MHz)에서 월~토요일 저녁 5시부터 저녁 6시까지 방송되는 SBS 러브FM의 시사 전문 라디오 프로그램이다.

## 개요
2025년 4월 7일에 봄 개편으로 뜨거우면 지상렬 종영 이후 저녁 5시에 시사 전문 라디오 프로그램이 신설되었다. 주영진 앵커가 SBS 뉴스브리핑 하차 이후 2년 만에 정규 방송에 복귀해 진행한다.

## 구성
- 오늘의 뉴스
- 직격인터뷰

## 역대 방송시간
| 방송 채널  | 방송 기간             | 방송 시간                       |
| ---------- | --------------------- | ------------------------------- |
| SBS 러브FM | 2025년 4월 7일 ~ 현재 | 월~토요일 저녁 5:00 ~ 저녁 6:00 |

## 진행자
- 주영진 기자 (남) (2025년 4월 7일 ~ 현재)

## 지역 방송국 프로그램
| 방송 채널             | 방송 권역           | 프로그램                                | 진행자         |
| --------------------- | ------------------- | --------------------------------------- | -------------- |
| KNN 러브FM KNN 파워FM | 부산광역시 경상남도 | 강영운, 이윤정의 노래하나 얘기둘 3, 4부 | 강영운, 이윤정 |
| KNN 러브FM KNN 파워FM | 부산광역시 경상남도 | KNN 웰빙라이프                          | 조문경         |

## 같이 보기
- 뉴스
- 시사
- 정치
- 황제성의 황제파워 (SBS 파워FM)
- 기도의 오솔길 (cpbc FM)
- 신나라의 달콤한 5시 (월~토요일) (cpbc FM)
- 최대환 신부의 음악서재 (일요일) (cpbc FM)